# Outarville
Outarville település Franciaországban, Loiret megyében. Lakosainak száma 1343 fő (2022. január 1.). Outarville Erceville, Chaussy, Oinville-Saint-Liphard, Toury, Autruy-sur-Juine, Bazoches-les-Gallerandes, Boisseaux, Charmont-en-Beauce, Greneville-en-Beauce és Léouville községekkel határos.

## Népesség
A település népességének változása:
| Lakosok száma | 443  | 1371 | 1305 | 1458 | 1400 | 1364 | 1337 | 1312 | 1322 | 1343 |
|               | 1968 | 1982 | 1990 | 2006 | 2013 | 2015 | 2017 | 2019 | 2020 | 2022 |